# Selaginella epipubens
Selaginella epipubens är en mosslummerväxtart som beskrevs av Caluff och Shelton. Selaginella epipubens ingår i släktet mosslumrar, och familjen mosslummerväxter. Inga underarter finns listade i Catalogue of Life.